# Lee Yoo-hyung
Lee Yoo-hyung (21 de enero de 1911 en Sinchon-29 de enero de 2003 en Seúl) fue un futbolista surcoreano que se desempeñaba como centrocampista.
En 1940, Lee Yoo-hyung jugó para la selección de fútbol de Japón.

## Trayectoria

### Clubes
| Club     | País  | Año  |
| -------- | ----- | ---- |
| Keijo SC | Japón | ???? |

### Selección nacional
| Selección | País  | Año  |
| --------- | ----- | ---- |
| Absoluta  | Japón | 1940 |

## Estadística de equipo nacional
| Selección de Japón | Selección de Japón | Selección de Japón |
| Año                | Part.              | Goles              |
| ------------------ | ------------------ | ------------------ |
| 1940               | 1                  | 0                  |
| Total              | 1                  | 0                  |